# Altars of Madness
Az Altars of Madness az amerikai Morbid Angel debütáló lemeze, mely 1989. május 12-én jelent meg a Combat/Earache gondozásában. A felvételek 1988-ban zajlottak Digby Pearson és az együttes producerkedésével, a floridai Morrisound stúdióban. A lemezen hallható dalok egy részét már az 1980-as évek közepén is játszotta az együttes a koncertek alkalmával, némileg eltérő változatban. Az albumra kivétel nélkül gyors dalok kerültek fel, melyek közül eredetileg akadtak lassabb tempóban fogant szerzemények is, de Pete Sandoval érkezésével ezen dalok is gyorsabb tempóban lettek rögzítve.
A death metal műfaj megkerülhetetlen klasszikusának számító albumon, olyan dalok találhatóak, mint a Chapel of Ghouls, az Immortal Rites vagy a Maze of Torment melyek napjainkig a koncertprogram szerves részét képezik.
A borítót Dan Seagrave festette, aki nagyrészt death metal együtteseknek szokott dolgozni. Munkái között Dismember, Nocturnus, Pestilence, Malevolent Creation, Monstrosity és Vader lemezek is találhatóak.
Az album 2003-ban újrakiadásra került három bónusz dallal kiegészítve, de 2006-ban DualDisc formátumban is megjelent. Utóbbi DVD oldalán egy Nottingham Rock City-ben rögzített, Live Madness 89' című koncert látható, melyen a teljes Altars of Madness albumot előadják.

## Fogadtatása
Megjelenésekor az Altars of Madness pozitív fogadtatásban részesült, azóta pedig death metal előadók százaira gyakorolt komoly befolyást. Az Immortal Rites és Maze of Torment dalok két death metal együttes névadójaként is szolgálnak, de a Suffocation is az itt hallható dal alapján választotta nevét.
Alex Webster a Cannibal Corpse basszusgitárosa lenyűgözőnek nevezte az albumot, míg az AllMusic kritikája szerint, nem lehet letagadni az albumnak a műfajra gyakorolt befolyását.
Az angol Terrorizer magazin úgy nyilatkozik az albumról, mint az együttes és a műfaj egyik legkiemelkedőbb lemezéről, külön kiemelve a lemez igényességét és a tagok technikai tudását. A magazin „minden idők 40 legjobb death metal albuma” listáján pedig az első helyre került az Altars of Madness.
Nagy Balázs a Sírontúli Melódiák című könyv szerzője úgy nyilatkozik az albumról, mint a „death metal albumok királyáról”,
mely nemcsak „őserejűen, gonoszan kaotikus, de szédítően zenei is.”
A korong ugyan felbecsülhetetlen hatást gyakorolt a death metal színtérre, azonban olyan együttesek zenészei is elismerően nyilatkoznak a lemezről, mint a Marduk, Arch Enemy, Behemoth, Nevermore, vagy az Opeth.

## Számlista
1. Immortal Rites (Trey Azagthoth, David Vincent) – 4:04
2. Suffocation (Azagthoth, Vincent) – 3:15
3. Visions from the Dark Side (Azagthoth, Vincent) – 4:10
4. Maze of Torment (Azagthoth, Vincent) – 4:25
5. Lord of All Fevers & Plague (CD-s bónuszdal) (Azagthoth) – 3:28
6. Chapel of Ghouls (Azagthoth, Mike Browning) – 4:58
7. Bleed for the Devil (Azagthoth) – 2:23
8. Damnation (Azagthoth, Vincent) – 4:10
9. Blasphemy (Azagthoth) – 3:31
10. Evil Spells (Azagthoth) – 4:13
11. Maze of Torment (remix) (CD-s újrakiadás bónuszdala) – 4:27
12. Chapel of Ghouls (remix) (CD-s újrakiadás bónuszdala) – 4:59
13. Blasphemy (remix) (CD-s újrakiadás bónuszdala) – 3:21

## Közreműködők
- David Vincent – basszusgitár, ének
- Trey Azagthoth – gitár
- Richard Brunelle – gitár
- Pete Sandoval – dob

Produkció
- Dig – producer
- Morbid Angel – producer
- Tom Morris – hangmérnök, keverés